# Liste der Baudenkmäler in Ehingen am Ries

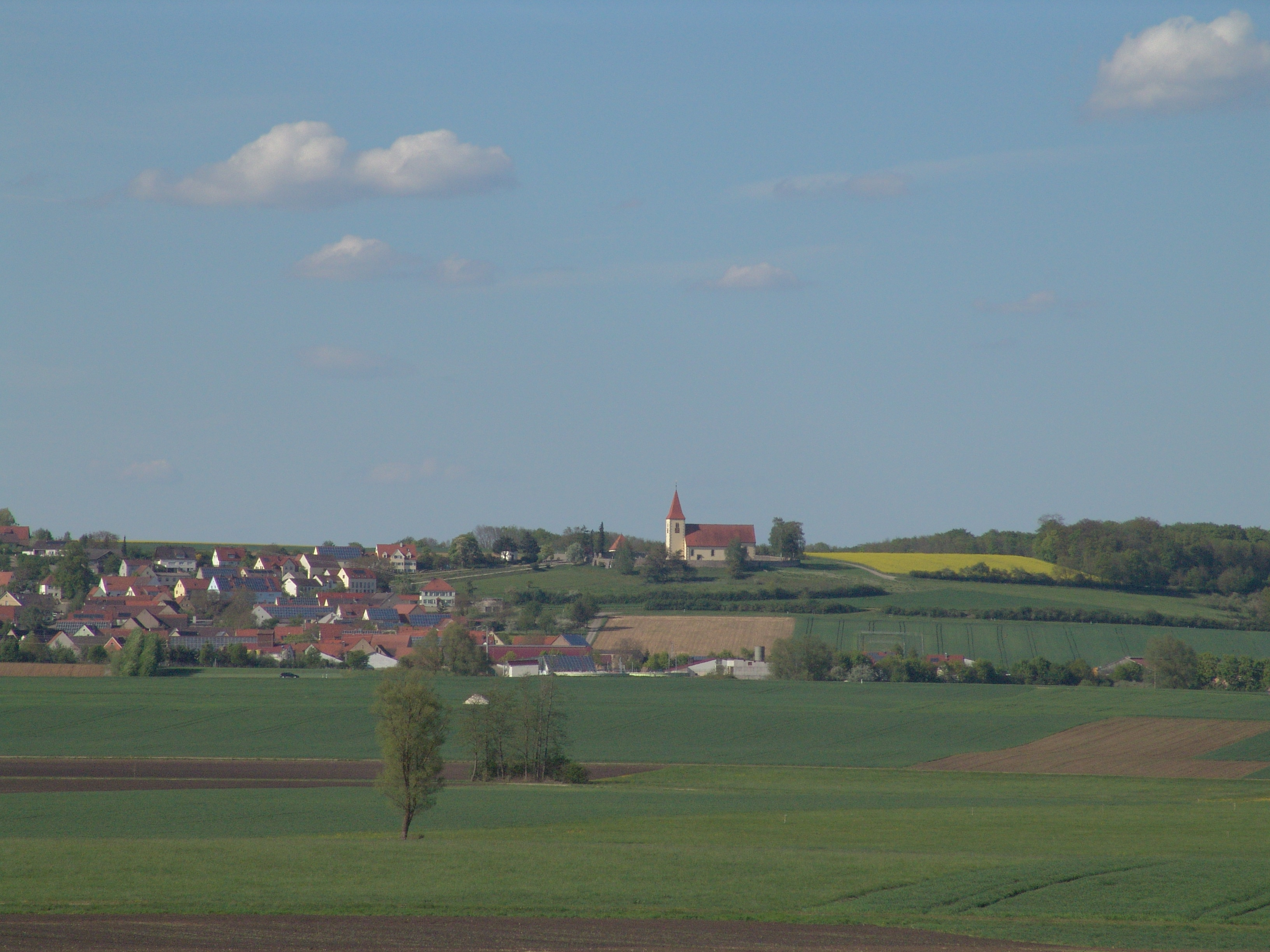
Blick auf Ehingen am Ries

Auf dieser Seite sind die Baudenkmäler in der schwäbischen Gemeinde Ehingen am Ries zusammengestellt. Diese Tabelle ist eine Teilliste der Liste der Baudenkmäler in Bayern. Grundlage ist die Bayerische Denkmalliste, die auf Basis des Bayerischen Denkmalschutzgesetzes vom 1. Oktober 1973 erstmals erstellt wurde und seither durch das Bayerische Landesamt für Denkmalpflege geführt wird. Die folgenden Angaben ersetzen nicht die rechtsverbindliche Auskunft der Denkmalschutzbehörde.

## Baudenkmäler nach Ortsteilen

### Ehingen
| Lage                         | Objekt                                       | Beschreibung | Akten-Nr.             | Bild                             |
| ---------------------------- | -------------------------------------------- | --- | --------------------- | -------------------------------- |
| Hauptstraße 39 (Standort)    | Katholisches Pfarrhaus                       | Zweigeschossiger Walmdachbau mit profiliertem Gurt- und Traufgesims sowie Segmentbogenfenster, 1864 ff. | D-7-79-138-1 Wikidata | weitere Bilder                   |
| Kirchbergstraße 8 (Standort) | Katholische Kapelle St. Aloisius             | Saalbau mit dreiseitigem Schluss im Norden und Süden sowie oktogonalem Dachreiter über dem Eingang, 1757, 1876/77 von Lohr (Lehmingen) hierher versetzt; mit Ausstattung | D-7-79-138-2 Wikidata | Katholische Kapelle St. Aloisius |
| Kirchbergstraße 9 (Standort) | Simultanpfarrkirche St. Ulrich und Stephanus | Landschaftsprägender Saalbau mit eingezogenem Rechteckchor, Westturm und Sakristeianbau im Norden, Turm um 1180, Kirchenschiff wohl 13. Jahrhundert, Chor Ende 15. Jahrhundert, Sakristeianbau wohl 20. Jahrhundert Friedhofsbefestigung, mit Strebepfeilern und ehemals mit Wehrgang, 16. Jahrhundert Torhaus, mit rundbogigem Durchgang und Pyramidendach, 16. Jahrhundert | D-7-79-138-3 Wikidata | weitere Bilder                   |

### Belzheim
| Lage                             | Objekt                                                        | Beschreibung | Akten-Nr.             | Bild           |
| -------------------------------- | ------------------------------------------------------------- | --- | --------------------- | -------------- |
| Belzheim 37 (Standort)           | Ehemaliges Deutschordensschloss, jetzt katholisches Pfarrhaus | Zweigeschossiger Satteldachbau, „1779“ bezeichnet | D-7-79-138-5 Wikidata | weitere Bilder |
| Belzheim 73 (Standort)           | Katholische Kirche St. Michael                                | Saalbau mit dreiseitig geschlossenem Chor, Westturm mit durch Blendnischen gegliedertem Oktogon und Sakristeianbau nördlich an Chor und Schiff, 1608 an Stelle eines Vorgängerbaus errichtet, 1682 barockisiert, Sakristeianbau wohl 18. Jahrhundert, wohl später erweitert; mit Ausstattung Friedhofsmauer, wehrhafte Einfriedung mit Strebepfeilern im Süden, 16./17. Jahrhundert, nördlich der Kirche mit Friedhofserweiterung erneuert Torhaus, mit rundbogiger Öffnung und Pyramidendach zwischen Pfeilern, 16. Jahrhundert | D-7-79-138-4 Wikidata | weitere Bilder |
| In Belzheim, Mühlbach (Standort) | Mühlbachbrücke                                                | Steinbrücke zu zwei Jochen, 18. Jahrhundert, modern verbreitert Brückenfigur, Hl. Johannes von Nepomuk auf einem Wolkenkissen, 18. Jahrhundert | D-7-79-138-6 Wikidata | weitere Bilder |

### Schaffhausen
| Lage                        | Objekt                | Beschreibung | Akten-Nr.             | Bild                  |
| --------------------------- | --------------------- | --- | --------------------- | --------------------- |
| bei Schaffhausen (Standort) | Ehemaliger Bierkeller | Ehemals ein- bis zweigeschossiger, höhengestaffelter Bau mit Walm- und Satteldach in Hanglage, „1825“ (ehemals bezeichnet), nur mehr Ruine | D-7-79-138-7 Wikidata | Ehemaliger Bierkeller |